# San Antonio (departement van Río Negro)
San Antonio (Río Negro) is een departement in de Argentijnse provincie Río Negro. Het departement (Spaans:  departamento) heeft een oppervlakte van 14.015 km² en telt 23.972 inwoners.

## Plaatsen in departement San Antonio
- Las Grutas
- Playas Doradas o Balneario El Salado
- Punta Colorada
- San Antonio Este
- San Antonio Oeste
- Sierra Grande